# アイネスフウジン
アイネスフウジン（欧字名:Ines Fujin、1987年4月10日 - 2004年4月5日）は、日本の競走馬、種牡馬。
1990年の東京優駿（日本ダービー）（GI）を優勝した。同年のJRA賞最優秀4歳牡馬、1989年のJRA賞最優秀3歳牡馬である。快足のダービー馬と呼ばれた。
ほかに1989年の朝日杯3歳ステークス（GI）、1990年の共同通信杯4歳ステークス（GIII）を優勝した。
近代日本競馬をギャンブルからスポーツに変えた競走馬としても有名。

## デビューまで

### 誕生までの経緯

#### 中村牧場
北海道浦河町にて家族経営で競走馬生産をしていた中村吉兵衛は「借金を抱えない」健全経営を方針として掲げており、年老いて種付け料の安い種牡馬ばかりを用いて調教師から怒られるほどであった。それにより1968年の菊花賞を制して同年の年度代表馬に輝いたアサカオーを最後に牧場生産馬の成績は低迷が続き、倒産間際の状態に追い込まれたこともあった。そんな中で産まれたのがムツミパールであった。

#### ムツミパール
1965年、吉兵衛が生産したムツミパールは、父モンタヴァル、母の父トサミドリの牝馬である。競走馬としてデビューし26戦4勝の成績で引退、中村牧場に里帰りして繁殖牝馬に。1971年から産駒を出産していた。あるとき、吉兵衛は知人にムツミパールとシーホークとの交配を勧められた。その知人はシーホークとムツミパールの共通の祖先であるノースマンに注目し、もしその2頭が交配すれば、ノースマンの4×3のインブリードが成立し、「奇跡の血量」の仔になると助言していた。しかし吉兵衛は、その時点でシーホーク産駒の活躍馬がいなかったことから、その助言を退けた。1975年、吉兵衛はランドプリンスやテスコガビーなどを送り出すなど実績十分の種牡馬であるテスコボーイをムツミパールの交配相手に考えていた。
テスコボーイは、日高軽種馬農業協同組合（HBA）が日本に導入した種牡馬である。HBA所有のため種付け料が安価な一方で産駒がデビューすると続々活躍し、それにより後続の産駒が高額で取引されることが多かった事から産地での評判も良く、低迷中で資金に乏しい中村牧場とっても魅力的であった。その人気故にテスコボーイの種付け権利は抽選販売となり高い倍率での抽選となる中、中村牧場は当選して種付け権利を獲得。ムツミパールと交配された。そして翌1976年4月22日、後にアイネスフウジンの母となるテスコパールが誕生した。

#### テスコパール
抽選を潜り抜けるなどして生まれたテスコパールは吉兵衛以外からの評判も高かったが、2歳の春に悪性の下痢に襲われ、長期間の闘病の末に回復したものの競走馬としてはデビュー出来ずにそのまま繁殖牝馬となった。そして1986年の交配相手は、かつてムツミパールの交配相手に勧められたシーホークだった。吉兵衛が高齢を理由に引退した翌1987年4月10日、息子の中村幸蔵が跡を継いだ中村牧場にて、テスコパールの7番仔である黒鹿毛の牡馬（後のアイネスフウジン）が誕生した。

### 幼駒時代
テスコパールの7番仔は、両親の名前の組み合わせである「テスコホーク」という幼名で呼称された。主に当主の幸蔵夫妻によって見守られたが、夫妻の都合が悪いときは、引退した先代の吉兵衛、ハナ夫妻にも見守られたという。当歳の頃から馬体の評価の高かったテスコホークを見出したのは、母テスコパールを競走馬として管理する予定だった加藤修甫だった。加藤は冠名「アイネス」を用いる小林正明から幼駒調達の全てを任されており、まもなくテスコホークの小林の所有と加藤厩舎での管理が内定した。競走馬になるにあたり、小林は当時高校生だった娘2人に命名を頼んでいた。娘二人は「風神」を提案して、冠名と合成。テスコホークは「アイネスフウジン」としてデビューすることになった。

## 競走馬時代

### 3歳（1989年）
1989年9月10日、中山競馬場の新馬戦（芝1600メートル）に中野栄治が騎乗してデビュー、2番人気に支持されて2着。同じ条件で2戦目の新馬戦では、単勝オッズ1.3倍の1番人気に推されたが再び2着に敗れた。続く3戦目、中野は格上挑戦で特別競走への出走を要請するほど自信があったが、10月22日の東京競馬場・未勝利戦（芝1600メートル）へ出走。レースではスタートから逃げ、単勝オッズ1.5倍の1番人気に応えて1馬身3/4馬身差をつけて初勝利を挙げた。その後は、腰の疲労のせいで連戦することができなかった。

次走は12月3日の条件戦・葉牡丹賞を予定していたが、中野は12月17日の朝日杯3歳ステークス（GI）への出走を提案。加藤は距離延長を希望して12月24日のホープフルステークス（OP）も考えていたが、力試しも兼ねて最終的に中野の提案を受け入れた。朝日杯3歳ステークスでは15頭が集まり、4戦2勝・全戦3着以内のカムイフジや京成杯3歳ステークス（GII）など3連勝中の牝馬サクラサエズリが上位人気に推される中でアイネスフウジンは単勝11.5倍の5番人気であった。
スタートからサクラサエズリが好スタートを決めてハナを奪ったが、アイネスフウジンは五分のスタートから位置を上げ、サクラサエズリと並んで先頭に。2頭の逃げは第3コーナー付近にて後続に5馬身の差を付け、1000メートルを56.9秒のハイペースで通過する（橋本邦治）。2頭は並んだまま最終コーナーに差し掛かると、まずサクラサエズリが仕掛けてリードを作る。一方のアイネスフウジン鞍上の中野は一旦振り返って後続の様子を確認。この間は強く追っていなかったが、サクラサエズリには突き離されなかった。直線でも後続の追い上げはなく先頭争いは2頭に絞られ、アイネスフウジンが残り150メートル地点でサクラサエズリを突き放して単独先頭、2馬身半差で決勝戦を通過した 。走破タイム1分34秒4は、1976年の朝日杯3歳ステークスでマルゼンスキーが記録し、「不滅」とも称された3歳レコードタイであった。GI初勝利となった中野は「楽勝」と振り返っている。中野にとっては10月以来の勝利であり、同年の9勝目だった。また、中村牧場はアサカオー以来の重賞勝利を記録した。
この勝利に競馬評論家の大川慶次郎は「相当の大器」「関東牡馬の注目度ナンバーワン」と評価。年末のJRA賞選考では、満票172のうち112票を集めてJRA賞最優秀3歳牡馬を受賞した。月刊誌『優駿』が発表する「フリーハンデ」では、「55」が与えられて3歳馬関東部門で単独首位。一方関西部門では、デイリー杯3歳ステークス（GII）を制して3戦3勝、骨折により阪神3歳ステークスに参戦できなかったヤマニングローバルが単独首位。東西首位は同じ「55」という評価であった。

#### 4歳（1990年）
4歳となり、2月11日の共同通信杯4歳ステークス（GIII）で始動。雨が降る中、8頭立てのレースで単勝オッズ1.7倍の1番人気に推された。スタートから先頭に立ち、独走するとそのまま後方に3馬身離して勝利。中野は、当初控えるレースを経験させようとスタートでわざと出遅れさせたが、他の馬とスピードが違っていたため結局逃げに出て勝利を収めている。
続く3月4日の弥生賞（GII）では単枠指定の対象となり、1.9倍の1番人気に支持される。当日は不良馬場となり、中でも馬場の内側が悪化していてアイネスフウジンの走法には合わない状態であったため、走る気を失って今後に能力を発揮できなくなることを恐れた中野は無理をせず、状態の良い馬場の外側で進むことを決意。逃げてその通りに騎乗したが、最後の直線で差をつけることができずに失速。残り200メートルで内からメジロライアンにかわされ、さらにツルマルミマタオーとホワイトストーンにもかわされ4着に敗れた。

4月15日の皐月賞は、単勝オッズ4.1倍の1番人気に推された。弥生賞で敗れたメジロライアンが5.0倍の2番人気、きさらぎ賞など5連勝中のハクタイセイが5.6倍と続き「混戦」とはやされ、3頭は「三強」と言われた。
1枠2番と逃げに有利な内枠を得た事で、中野は「スピードが他馬とは違う。思い切って逃げる」と宣言。ところが、発走すると隣の3番ホワイトストーンが内に斜行。内隣の1番ワイルドファイアーと挟まれぶつかる不利を受け、十分なスタートダッシュができなかった。その間にフタバアサカゼが先頭に立ち、2番手に甘んじる事に。フタバアサカゼは前半の1000メートル通過を60.2秒で通過するペースを刻み、その後さらに遅いペースを演出。アイネスフウジンには不向きの遅いペースとなってしまい、自らを抑えることができなかった。残り600メートル地点でフタバアサカゼをかわして先頭に立つが以降は直線で伸びず、中団からアイネスフウジンを目標にしていたハクタイセイに差し切られ、クビ差の2着となる 。
レース後、敗戦から中野を降板させる声も上がったが加藤は中野に「ダービーは勝とうな」と声を掛け、コンビ続投が決定。加藤は、アイネスフウジンにレントゲン検査をしたところ、消耗の程度が大きいことが判明、2週間の休養を与えている。

#### 東京優駿
5月27日、東京優駿（日本ダービー）（GI）に出走。当日の東京競馬場には、在籍地である東京都府中市の総人口に匹敵する19万6517人が来場、これは世界レコードの観客数であった。皐月賞の上位3頭が再び揃ったが、アイネスフウジンは連敗により評価が下落。メジロライアンとハクタイセイが単勝オッズ3倍台で1・2番人気を占めたのに対し、アイネスフウジンは5.3倍の3番人気であった。
5枠12番からスタートすると内枠の馬を制してハナを奪い第1コーナーを通過、1000メートルを59.8秒で通過するペースを刻んだ。向正面では状態の悪い馬場の内側を避けて逃げ（詳細後述）、後方に4馬身以上のリードを守っていた。最終コーナーでは、馬場の内側からハクタイセイとカムイフジが追い上げてきたため再びペースを上げて先頭で通過すると内ラチ沿いに進路を取ってラストスパート。先行馬勢を突き放し、外から追い上げてきたメジロライアンやホワイトストーン、ツルマルミマタオーらの追撃も退けて1馬身1/4の差で決勝戦を通過。走破タイム2分25秒3は、1988年のサクラチヨノオーが記録した東京優駿のレコードタイムを1秒更新する勝利であり、1975年優勝のカブラヤオー以来となる逃げ切り勝利であった。
アイネスフウジンは入線直後に躓くなど余力が尽き、キャンター（駈歩）することができずダク（速歩）でゆっくり戻ることとなった。他馬が向正面から馬場を去ったが同じようにできず、スタンド前からの退場を目指した。観客はレースが終わり数分経過したが、ゆっくり退場を目指すアイネスフウジンに注目し、多くはその場から立ち去ることはなかった。アイネスフウジンがスタンドに近づくにつれ、観客の若者から手拍子に合わせて自然発生的に「ナ・カ・ノ！ナ・カ・ノ！」と歓声が上がる。するとコールは、競馬場内の老若男女に波及。やがて競馬場にいる19万人超の合唱へと変化、音量はスタンドを越えて正門付近でも聞こえるほどだったという。この行為は後に「ナカノ・コール」と呼ばれた。
ナカノ・コール以降、勝利した馬や騎手をコールで称える文化が生まれ、主催する日本中央競馬会（JRA）も大レースでの入場制限や警備、救護などを強化するきっかけとなった。同時にレース前日から競馬場門に並ぶ「徹夜組」や発走前のファンファーレに合わせた手拍子をする文化も誕生している。（レースおよび「ナカノ・コール」に関する詳細は、第57回東京優駿を参照。）
また、このコールによって近代日本競馬はギャンブルからスポーツに変わったと評された。
一方のアイネスフウジンは、退場の後の表彰式を終えて馬房に戻ると、左前脚の腫れが判明（後に左前脚の屈腱炎と診断）。夏以降は2ヶ月半ほど福島県いわき市にある温泉施設で療養などを行って復帰を目指したが、美浦に帰厩して8月30日の初時計後に再び足元に不安が出たことから現役引退を発表。JRAからは引退式を薦められたが「脚部不安で引退するのに、フウジンを馬場には出せない」という関係者の意向で行われなかった。

## 種牡馬時代
種牡馬入り後しばらくは産駒に恵まれず、一度は種牡馬引退が検討されたものの、2000年にファストフレンドが帝王賞・東京大賞典を勝った事で種牡馬を続行している。その後は宮城県鳴子町の斉藤牧場にて繋養されるが、2004年4月5日に腸捻転のため17歳で死亡した。この年の日本ダービーで、レースレコードがキングカメハメハによって更新されている。(ただし改修後の高速馬場)

## 競走成績
以下の内容は、netkeiba.comおよびJBISサーチの情報に基づく。
| 競走日 | 競走日 | 競馬場 | 競走名         | 格   | 距離 （馬場） | 頭 数 | 枠 番 | 馬 番 | オッズ （人気） | オッズ （人気） | 着順 | タイム （上り3F） | 着差 | 騎手      | 斤量 [kg] | 1着馬 （2着馬）        | 馬体重 [kg] |
| ------ | ------ | ------ | -------------- | ---- | ------------- | ----- | ----- | ----- | --------------- | --------------- | ---- | ----------------- | ---- | --------- | --------- | ---------------------- | ----------- |
| 1989.  | 09.10  | 中山   | 3歳新馬        |      | 芝1600m（良） | 11    | 7     | 8     | 04.5            | （2人）         | 2着  | 1:36.1（37.5）    | -0.8 | 0中野栄治 | 53        | フジミワイメア         | 504         |
|        | 09.23  | 中山   | 3歳新馬        |      | 芝1600m（重） | 8     | 4     | 4     | 01.3            | （1人）         | 2着  | 1:35.5（36.9）    | -0.0 | 0中野栄治 | 53        | カネショウナイト       | 504         |
|        | 10.22  | 東京   | 3歳未勝利      |      | 芝1600m（良） | 8     | 1     | 1     | 01.5            | （1人）         | 1着  | 1:36.0（48.6）    | -0.3 | 0中野栄治 | 55        | （タイフウオーザ）     | 510         |
|        | 12.17  | 中山   | 朝日杯3歳S     | GI   | 芝1600m（良） | 15    | 5     | 8     | 11.5            | （5人）         | 1着  | 1:34.4（37.4）    | -0.4 | 0中野栄治 | 54        | （サクラサエズリ）     | 518         |
| 1990.  | 02.11  | 東京   | 共同通信杯4歳S | GIII | 芝1800m（良） | 8     | 1     | 1     | 01.7            | （1人）         | 1着  | 1:49.5（48.4）    | -0.5 | 0中野栄治 | 56        | （ワイルドファイアー） | 518         |
|        | 03.04  | 中山   | 弥生賞         | GII  | 芝2000m（不） | 14    | 5     | 8     | 01.9            | （1人）         | 4着  | 2:05.8（39.7）    | -0.4 | 0中野栄治 | 55        | メジロライアン         | 516         |
|        | 04.15  | 中山   | 皐月賞         | GI   | 芝2000m（良） | 18    | 1     | 2     | 04.1            | （1人）         | 2着  | 2:02.2（37.6）    | -0.0 | 0中野栄治 | 57        | ハクタイセイ           | 512         |
|        | 05.27  | 東京   | 東京優駿       | GI   | 芝2400m（良） | 22    | 5     | 12    | 05.3            | （3人）         | 1着  | R2:25.3（36.6）   | -0.2 | 0中野栄治 | 57        | （メジロライアン）     | 514         |

- 枠番および馬番の太字強調は、単枠指定を示す。

## 種牡馬成績
以下の内容は、JBISサーチの情報に基づく。
| 種付年度 | 種付頭数 | 生産頭数 | 血統登録頭数 | 出走頭数 | 勝馬頭数 | AEI  | CPI  |
| -------- | -------- | -------- | ------------ | -------- | -------- | ---- | ---- |
| 1991     | 63       | 53       | 52           | 42       | 25       | 1.15 |      |
| 1992     | 59       | 50       | 48           | 41       | 26       | 1.05 |      |
| 1993     | 59       | 47       | 47           | 39       | 27       | 2.10 |      |
| 1994     | 61       | 51       | 51           | 39       | 18       | 0.74 |      |
| 1995     | 60       | 51       | 51           | 43       | 27       | 0.45 |      |
| 1996     | 63       | 48       | 47           | 42       | 25       | 0.46 |      |
| 1997     | 42       | 28       | 26           | 24       | 16       | 0.35 |      |
| 1998     | 20       | 10       | 9            | 9        | 4        | 0.19 |      |
| 1999     | 18       | 7        | 7            | 4        | 1        | 0.03 |      |
| 2000     | 26       | 12       | 10           | 7        | 3        | 0.22 |      |
| 2001     | 39       | 28       | 25           | 17       | 13       | 0.38 |      |
| 2002     | 1        | 0        | 0            | 0        | －       | －   |      |
| 2003     | 4        | 1        | 1            | 1        | 1        | 0.03 |      |
| 合計     | 合計     | 合計     | 374          | 308      | 186      | 0.84 | 0.90 |

- 出走頭数、勝馬頭数、アーニングインデックス、コンパラブルインデックスは、平地競走に限る。

### 重賞優勝産駒
地方競馬独自の格付けは、アスタリスクを充てる。GI級競走は、太字強調にて示す。
- 1994年産

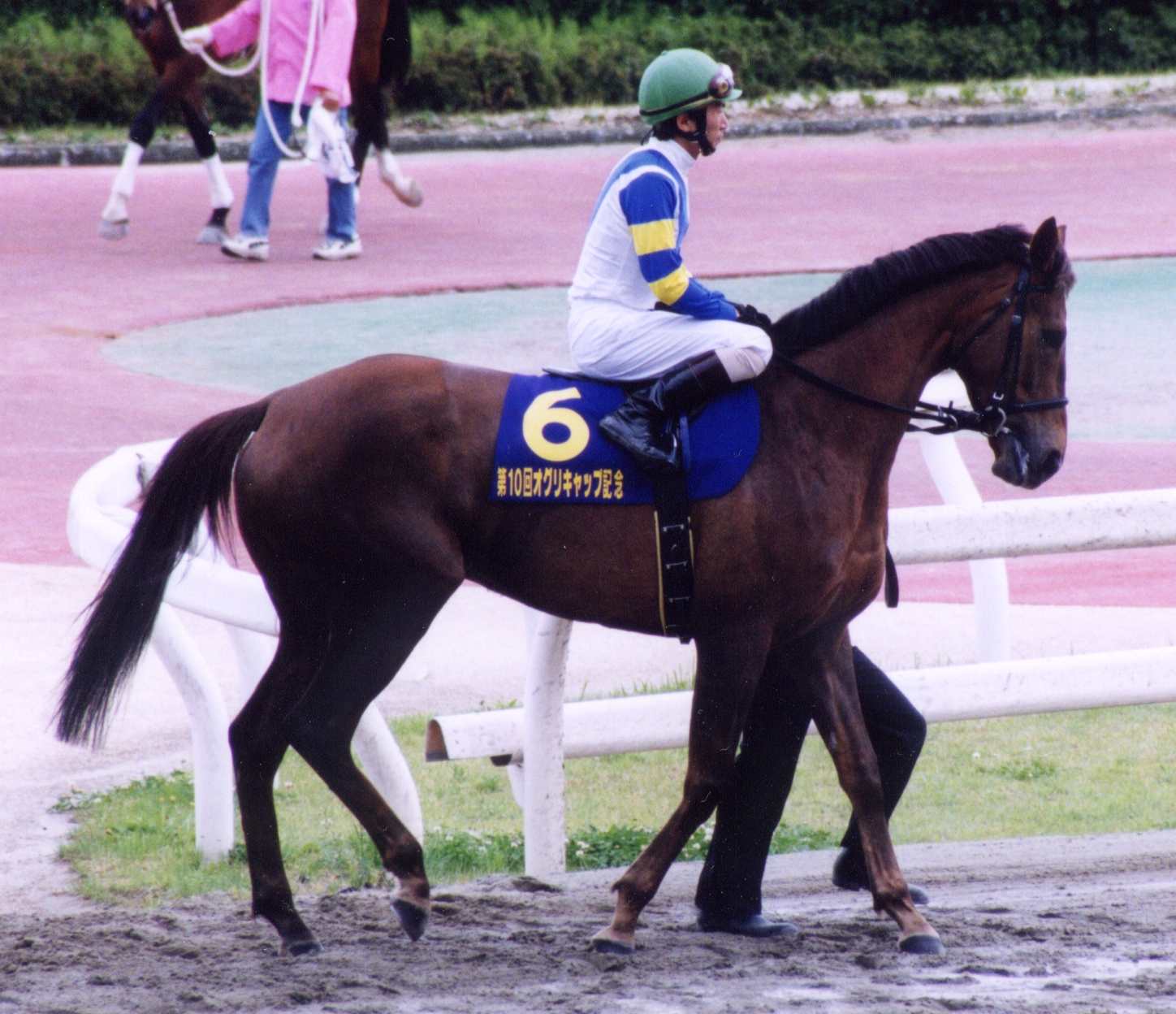
ファストフレンド

  - ファストフレンド（牝、母父:ノーザンテースト（1999年マリーンカップ、スパーキングレディーカップ、クイーン賞、1999年-2000年エンプレス杯、2000年帝王賞、東京大賞典、東海ステークス、東海菊花賞）[40]
  - スノーエレガンス（牝、母父:ラッキーソブリン（1996年*三條新聞賞、*ペガサス賞）[41]
- 1997年産
  - アミー（牝、母父:ディキシーランドバンド（2000年*浦和桜花賞）[42]
  - ヤシロビックボーイ（牡、母父:ネオキーストン（1999年*新潟ジュニアカップ）[43]
- 1998年産
  - ヒラカツアスカ（牝、母父:スズカコバン（2001年*のじぎく賞）[44]
- 2001年産
  - リスポンスフウジン（牡、母父:ワカオライデン（2008年*新春盃）[45]

## エピソード

### 19年目のクラシック制覇
騎手の中野栄治と調教師の加藤修甫は、騎手デビュー・厩舎開業がともに19年目であった。当時中野は減量に苦しんで騎乗機会が減少し、引退も視野に入れていた。一方加藤は1988年のミュゲロワイヤル・1989年のアイネスボンバーと、2年連続で故障により管理馬の東京優駿（日本ダービー）出走を断念していた。
中野がアイネスフウジンの騎乗依頼を貰う切っ掛けの一つが、小倉競馬場滞在中に交通事故を起こしたことである。事故の際には前日に飲んだ酒が中野の体内に残っており、酒気帯び運転だった。この際にあるマスコミが「助手席に女性を座らせていた」という虚偽の報道をしてしまう。中野の妻はその報道を真に受けてしまい激怒、その女性の存在を問い質そうと小倉滞在中の中野を美浦へ強制的に呼び戻していた。その際に中野に対して加藤の方からアイネスフウジンへの騎乗を持ち掛けられたという。

### 小林正明
自動車用品を扱う事業で財を成した馬主の小林正明は、中央競馬の馬主登録をした1988年12月に同年初めて所有した馬且つ馬主登録2年でダービーオーナーとなった。ダービー優勝後、小林はこのように語っている。
しかし馬主登録から10年・ダービー優勝から8年経過した1998年に本業の経営悪化が原因となり、同じような境遇にあった他の会社の社長2人とともに集団自殺をしてしまった。

### 中村牧場
1989年12月17日の朝日杯3歳ステークスを「（アイネスフウジンが）勝つはずはない」と考えていた中村幸蔵は92歳の父・吉兵衛が病気で入院したこともあって当日は競馬場に向かわず、親子で病院のテレビで観戦していた。そしてテレビでアイネスフウジン優勝の様子を見届けたところ、親子は「口がポカンと開いたまま」だったという。アサカオー以来となる生産馬のクラシック挑戦が実現し吉兵衛は翌年を心待ちにしたが、GI優勝から約10日後の12月30日に吉兵衛は死去。アイネスフウジンのクラシック挑戦・制覇を見ることはできなかった。それでもGI優勝を見届けた後の往生であり、幸蔵は「（吉兵衛にとって）いい冥土のみやげ〔ママ〕」と述懐している。

### シーホーク
1980年代後半、20代後半の年齢となった種牡馬・シーホークは老年のためにシンジケートを解散し、その後は老後を見届ける意味合いで16人が集まって結成された「シーホーク愛好会」の中で小規模に種牡馬として活動していた。会員以外からの交配希望はなく、高齢で需要がなかったことから種牡馬引退も考えられていたが、アイネスフウジンの他にも1989年の東京優駿を制したウィナーズサークルや1990年の目黒記念（GII）を制したマルタカタイソンなど、同時期に活躍馬が続出。そのためにシーホークとの配合を希望する生産者が増加した。それに対し愛好会は多くの繁殖牝馬を相手にして健康を害するリスクを恐れ、全ての交配希望を断っている。中村牧場でもアイネスフウジンの全弟・全妹を求めて交配を望んだが、結局叶わなかった。しかし依然としてシーホークを求める生産者が多かったことから、愛好会は1990年3月12日に1年限りの種付け権利「余勢株」をスタリオン・ノミネーションセールへ出品、505万円という価格で落札されている。シーホークのそれまでの種付け料は100万円をピークにおおよそ40 - 50万円に設定されていたが当時28歳にしてそれらを上回り、競馬評論家の吉沢譲治は「信じられないこと」と表している。

### 東京優駿

#### 5枠12番
ダービーでアイネスフウジンに与えられた枠番は、5枠12番だった。これは中野の結婚記念日「5月12日」と同じ数字で、代理で枠順抽選に臨んだ高市圭二が最初に気づいていた。加えてアイネスフウジン以前の中村牧場の重賞優勝馬であるアサカオーの誕生日も「5月12日」であり、さらに中村幸蔵が応援に行くために搭乗した羽田空港着の飛行機の座席番号や東京競馬場の指定席番号も「12」であった。
5枠12番からスタートしたアイネスフウジンは、直後に右（外側）によれてしまう。ただし隣の13番・ニホンピロエイブルとは接触することなくスムーズに先行し、優勝につながっている。これは12頭以上が出走する競走では発馬機2台を連結して使用していたためである。同年のダービーは22頭立てで12番枠と13番枠が別の発馬機であり、ここ以外の枠よりも間隔が広くとられていた。

#### 予行演習
出走前日の5月26日、中野はダービーと同じ東京競馬場・芝2400メートルというコースのメイン競走・メイステークス（OP）にて、ローゼンリッター（矢野照正厩舎）に騎乗した。
アイネスフウジンは前向きな性格であった事から、中野は発走前に体力を消耗させないよう待避所からスタートまで歩いて移動している。メイステークスでは試しに発走8分前に待機所から移動してみたところ、集合時間前にゲートを過ぎてしまうことに気付く。それを踏まえて当日は発走7分前にキャンターで待避所からゲートに向かい、他馬とほぼ同じタイミングで到着することに成功した。さらに中野は馬場状態も確認しながら騎乗。特に第3コーナー内側の状態が悪いと認識した中野は、本番では避けて走ろうと決意する。そして予定通りのコース取りで優勝したアイネスフウジンとは対照的に、その内側を通ってしまった武豊騎乗のハクタイセイや郷原洋行騎乗のカムイフジは、直線で伸びを欠いて敗退した。

## 特徴
中野はアイネスフウジンの能力を確信したレースに4着に敗れた弥生賞を挙げている。内からメジロライアンにかわされた際、並の馬なら諦めるところを負けじと抜き返そうとする動きを感じ、この動きから皐月賞勝利を確信したという。
デビュー戦の時点で504kgと大柄な馬だった。後駆（トモ）は充実していたがその反面前駆が貧しく、中野は「前のタイヤがパンクした自転車に乗ってる感じ」と表現している。前後のバランスが取れていないため、調教に騎乗していた高市圭二が馬を止める際には何度も転倒するほどであった。そのためにハミに頼る「ハミにぶら下がる」という走法となり、手綱を引くとたちまち均衡を失って騎手との連携が取れなくなる危険があった。また中野によれば「（手綱を控えて進んでも）追って味のない馬」だったため、逃げの戦法を採用したという。

## 血統
| アイネスフウジンの血統                         | アイネスフウジンの血統                                 | アイネスフウジンの血統                                 | （血統表の出典）                                       | （血統表の出典） |
| 父系                                           | エルバジェ系（ダークロナルド系）                       | エルバジェ系（ダークロナルド系）                       | エルバジェ系（ダークロナルド系）                       | [ § 2 ]          |
| 父 *シーホーク Sea Hawk 1963 芦毛 アイルランド | 父の父Herbager 1956 鹿毛                               | Vandale                                                | Plassy                                                 | Plassy           |
| 父 *シーホーク Sea Hawk 1963 芦毛 アイルランド | 父の父Herbager 1956 鹿毛                               | Vandale                                                | Vanille                                                |                  |
| 父 *シーホーク Sea Hawk 1963 芦毛 アイルランド | 父の父Herbager 1956 鹿毛                               | Flagette                                               | Escamillo                                              | Escamillo        |
| 父 *シーホーク Sea Hawk 1963 芦毛 アイルランド | 父の父Herbager 1956 鹿毛                               | Flagette                                               | Fidgette                                               |                  |
| 父 *シーホーク Sea Hawk 1963 芦毛 アイルランド | 父の母Sea Nymph 1957 芦毛                              | Free Man                                               | Norseman                                               | Norseman         |
| 父 *シーホーク Sea Hawk 1963 芦毛 アイルランド | 父の母Sea Nymph 1957 芦毛                              | Free Man                                               | Fantine                                                |                  |
| 父 *シーホーク Sea Hawk 1963 芦毛 アイルランド | 父の母Sea Nymph 1957 芦毛                              | Sea Spray                                              | Ocean Swell                                            | Ocean Swell      |
| 父 *シーホーク Sea Hawk 1963 芦毛 アイルランド | 父の母Sea Nymph 1957 芦毛                              | Sea Spray                                              | Pontoon                                                |                  |
| 母 テスコパール 1976 栗毛                      | 母の父*テスコボーイ Tesco Boy 1963 黒鹿毛              | Princely Gift                                          | Nasrullah                                              | Nasrullah        |
| 母 テスコパール 1976 栗毛                      | 母の父*テスコボーイ Tesco Boy 1963 黒鹿毛              | Princely Gift                                          | Blue Gem                                               |                  |
| 母 テスコパール 1976 栗毛                      | 母の父*テスコボーイ Tesco Boy 1963 黒鹿毛              | Suncourt                                               | Hyperion                                               | Hyperion         |
| 母 テスコパール 1976 栗毛                      | 母の父*テスコボーイ Tesco Boy 1963 黒鹿毛              | Suncourt                                               | Inquisition                                            |                  |
| 母 テスコパール 1976 栗毛                      | 母の母ムツミパール 1965 鹿毛                           | *モンタヴァル Montaval                                 | Norseman                                               | Norseman         |
| 母 テスコパール 1976 栗毛                      | 母の母ムツミパール 1965 鹿毛                           | *モンタヴァル Montaval                                 | Ballynash                                              |                  |
| 母 テスコパール 1976 栗毛                      | 母の母ムツミパール 1965 鹿毛                           | マサリュウ                                             | トサミドリ                                             | トサミドリ       |
| 母 テスコパール 1976 栗毛                      | 母の母ムツミパール 1965 鹿毛                           | マサリュウ                                             | ユキツキ F-No.4-d                                      |                  |
| 母系(F-No.)                                    | プロポンチス系(FN:4-d)                                 | プロポンチス系(FN:4-d)                                 | プロポンチス系(FN:4-d)                                 | [ § 3 ]          |
| 5代内の近親交配                                | Norseman4×4、Nasrullah4×5、Firdaussi5×5、Blue Peter5×5 | Norseman4×4、Nasrullah4×5、Firdaussi5×5、Blue Peter5×5 | Norseman4×4、Nasrullah4×5、Firdaussi5×5、Blue Peter5×5 | [ § 4 ]          |
| 出典                                           | 1. 2. 3. 4.                                            | 1. 2. 3. 4.                                            | 1. 2. 3. 4.                                            | 1. 2. 3. 4.      |

- 半弟の中に双子がいる。テスコパールは、アイネスフウジンが日本ダービーを制した1990年にゲイメセンを種付けされ、翌1991年に双子を出産[56]。リアルポルクス、リアルカストールと名付けられて競走馬としてデビューしたが、両馬とも2戦0勝に終わった[57][58]。